# Christian Nicolai Ludwig Feldmann

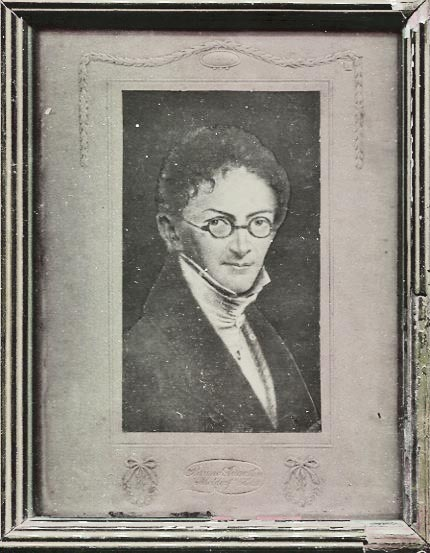
Gemälde von Christian Noclai Ludwig Feldmann 2021

Christian Nicolai Ludwig Feldmann (geboren am 23. November 1782 in Glückstadt; gestorben am 13. Januar 1849 in Kiel) war Privatgelehrter und Schriftsteller.

## Leben
In Glückstadt geboren, besuchte er zunächst die dortige "Gelehrtenschule" bevor er danach zunächst in Kiel und dann in Leipzig die Rechtswissenschaften studierte. 1803 gab er dann aber das Studium auf, um auf Wunsch seines kranken Vaters bei diesem zu leben. Er widmete sich nun überwiegend schriftstellerischer Tätigkeit.
Im Jahre 1814 heiratete er Jeanette Margarethe Caroline geb. Hoerlein, die geschiedene Ehefrau des Hauptmanns Carl Wilhelm August Kellermann, Tochter eines Brauereibesitzers aus Kassel.
Mit ihr lebte er 1815 in Hoya, 1816 zog es ihn nach Celle, 1818 lebte er in Hamburg-Wandsbek, 1820 in Gotha, 1823 zog er aus Anlass des Todes seiner Mutter wieder nach Glückstadt. 
Nach dem Tod seiner Frau am 26. Mai 1826 in Glückstadt heiratete er am 30. September 1827 deren Schwester, Claudine Henriette Pfiligheim, geb. Hoerlein und zog zu ihr nach Kassel. 
Nun in Kassel wohnend, wurde er unter anderem verantwortlicher Redakteur der politischen Zeitung Der Verfassungsfreund.
Hier beteiligte er sich wohl auch maßgeblich an den „hessischen Verfassungskämpfen“ wodurch er 1833 gezwungen wurde, wieder nach Kiel überzusiedeln, wo er fortan lebte. In Kiel war er weiterhin literarisch tätig. Im Jahre 1839 erschien das von ihm verfasste Buch Der Symbolzwang, in welchem er sich mit den Folgen einer etwaigen Aufhebung der Verpflichtung auf die symbolischen Bücher der Protestanten in kirchlicher, politischer und sittlicher Hinsicht auseinandersetzte. 
Als politischer Mensch schloss er im Laufe seines bewegten Lebens zahlreiche Bekanntschaften. Schließlich befand er sich auch inmitten jener Wirren, die letztlich in die Ereignisse der Jahre 1848/49 mündeten. So zählte unter anderem der Liberale Sylvester Jordan (1792–1861) zu seinem Freundeskreis. Im Frühjahr 1848 war er gesundheitlich sehr angeschlagen, sodass er die dramatischen Ereignisse nicht unmittelbar begleiten konnte. Er starb am 13. Januar 1849 in Kiel.